# 卡里奥卡高架渠

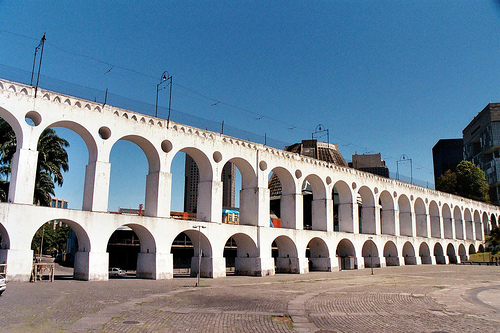
卡里奥卡高架渠

22°54′45.34″S 43°10′47.46″W / 22.9125944°S 43.1798500°W
卡里奥卡高架渠 (葡萄牙語：Aqueduto da Carioca)是 巴西里约热内卢的一座高架渠，建于十八世纪中叶，将淡水从卡里奥卡河引入城市。这是一座令人印象深刻的殖民地建筑和工程。这段高架渠跨度270米，由两层巨大的拱门组成--共有42个拱门--最高高度为17.6 米。
卡里奥卡高架渠位于市中心的拉帕区，常被巴西人称为拉帕拱门 (Arcos da Lapa)。19世纪末，高架渠停止供水后，又被用作连接市中心与山上的圣特里萨区的圣特里萨电车道的桥梁。
1960年代，高架渠附近的一些房屋被拆除，高架渠的视觉冲击力更为加强。
2011年8月，电车刹车失灵发生事故，造成五人死亡。2015年7月恢复通车

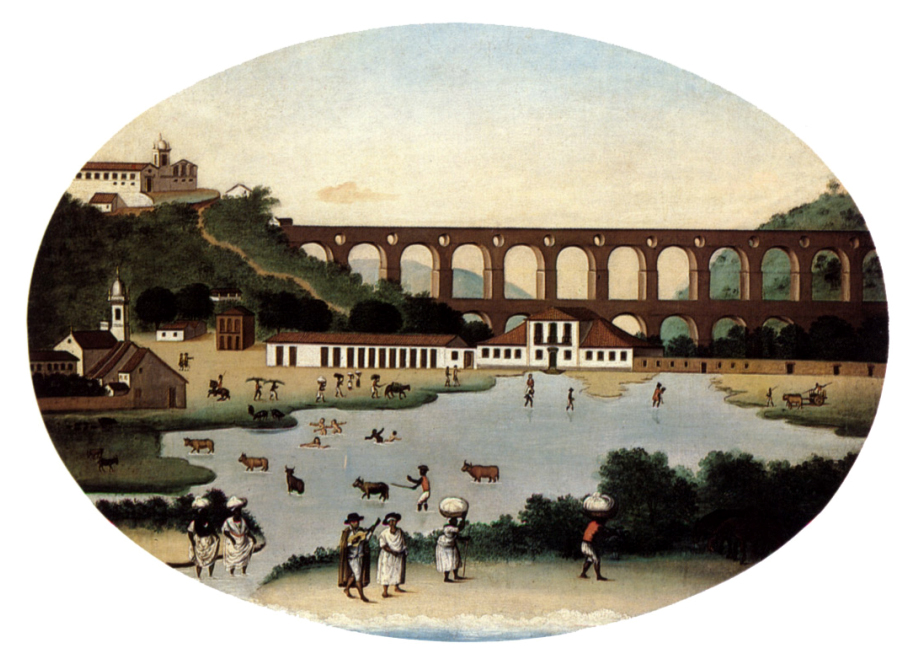

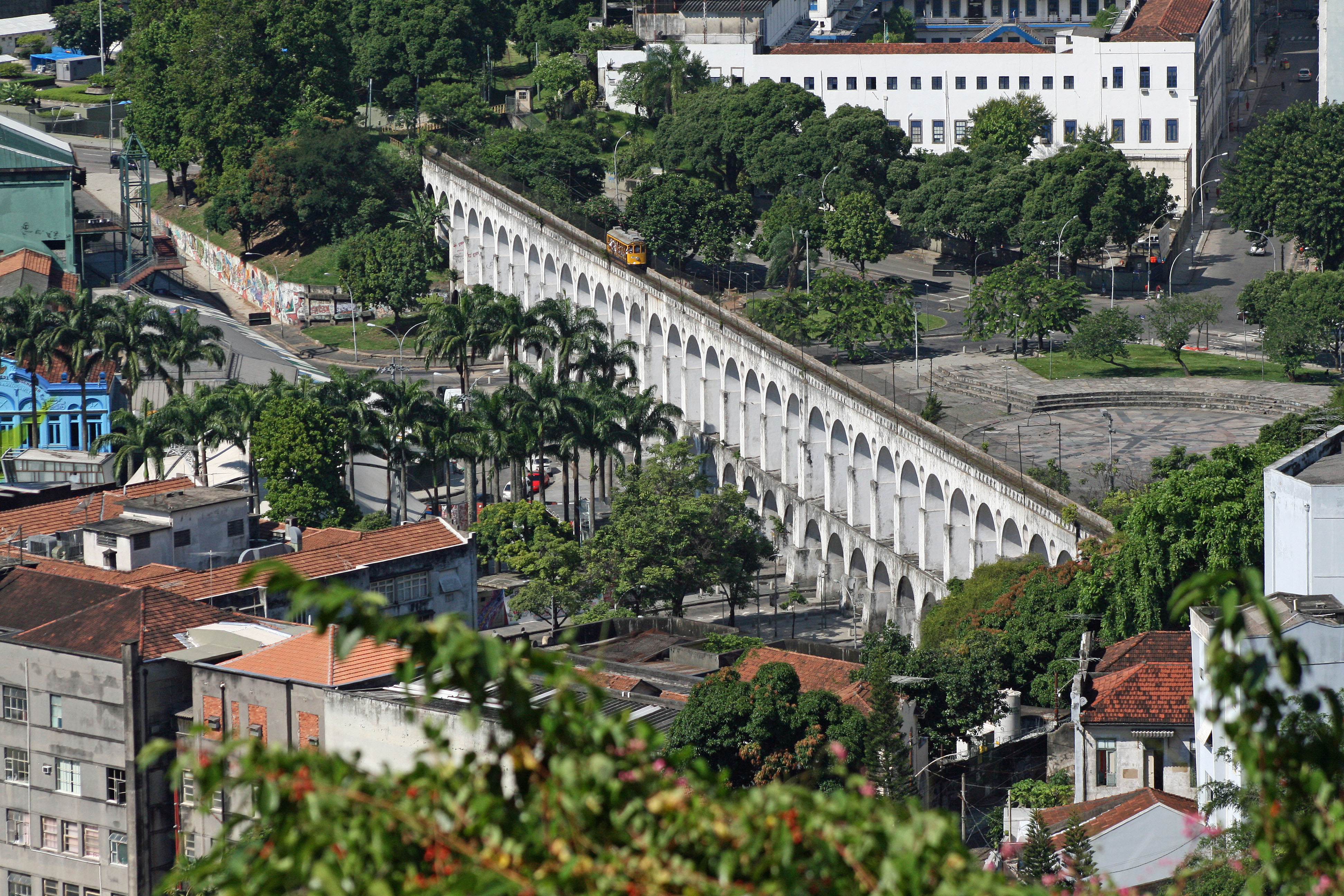